# Kúdankulam
Kúdankulam (tamilsky கூடங்குளம், anglicky Koodankulam) je město v Tamilnádu, jednom z indických svazových států. K roku 2011 měl bezmála třináct tisíc obyvatel.

## Poloha
Kúdankulam leží na jihu Tamilnádu jen několik kilometrů severně od pobřeží Lakadivského moře. Od okresního města Tirunelvéli je vzdálen přibližně sedmdesát kilometrů jižně. Bližší města jsou Kannijákumari, nejjižnější město Indie, které leží přibližně dvacet kilometrů k jihozápadu, a Nágarkóil, který leží přibližně třicet kilometrů západně. Od Tiruvanantapuramu, hlavního města sousední Kéraly, je Kúdankulam vzdálen jen zhruba sto kilometrů jihovýchodně, od Čennaí, hlavního města Tamilnádu, je Kúdankulam vzdálen přibližně šest set kilometrů jihozápadně.

## Hospodářství
Město je významné především svou jadernou elektrárnou, která se nachází několik kilometrů jižně od města přímo u mořského pobřeží.